# Heinrich von Neuenburg
Heinrich von Neuenburg, als Bischof Heinrich III. (* im 12. oder 13. Jahrhundert; † 13. September 1274) war von 1263 bis zu seinem Tod Bischof von Basel.

## Leben und Wirken

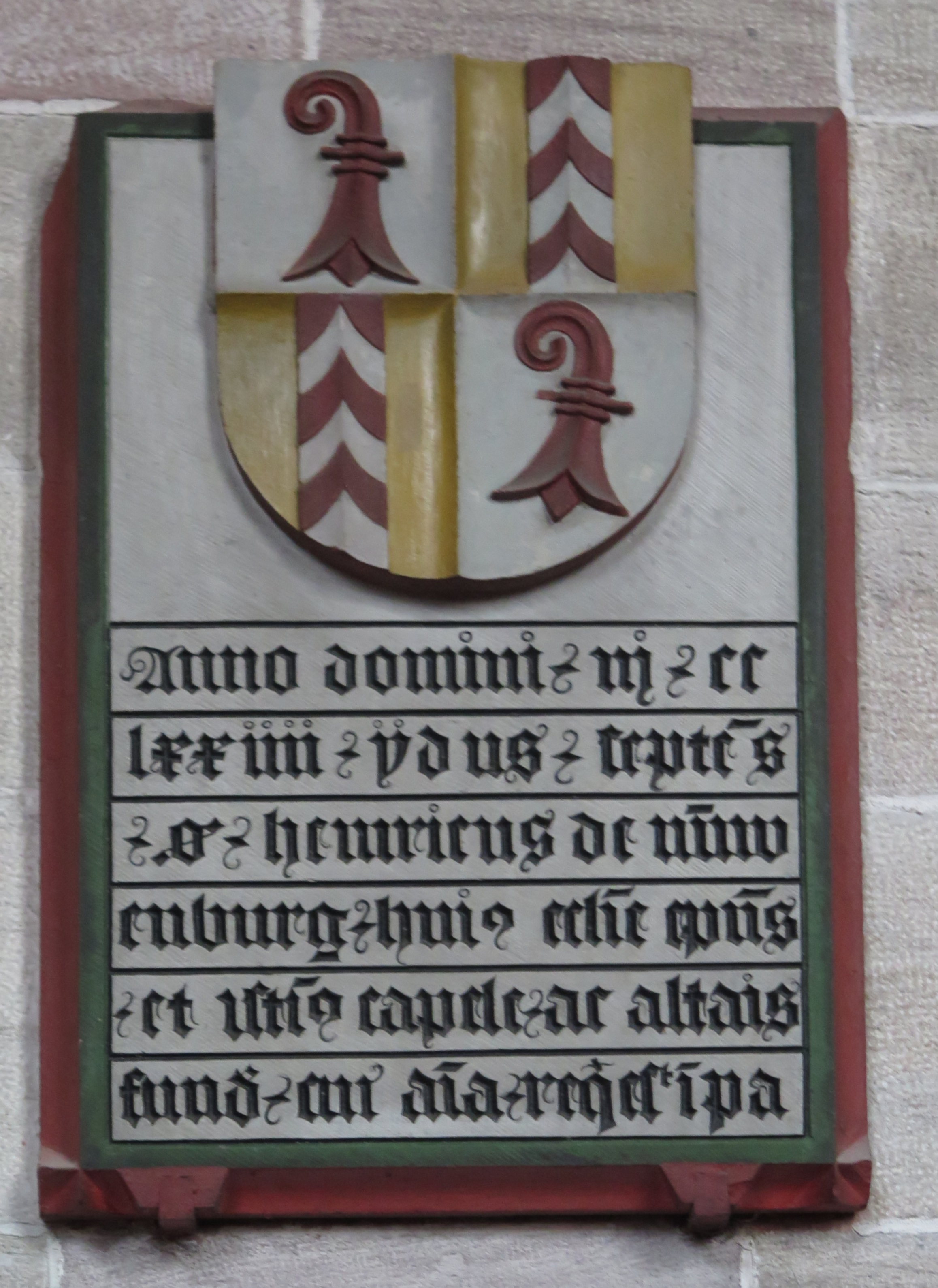
Epitaph des Bischofs Heinrich von Neuenburg im Basler Münster

Heinrich entstammte dem Geschlecht der Grafen von Neuenburg. Seine Eltern waren Ulrich III., Graf von Neuenburg († 1225), und dessen Gemahlin Jolanthe von Urach, eine Tochter von Egino IV., Graf von Urach. Berthold, Bischof von Lausanne, war sein Onkel und sein Amtsvorgänger Berthold II. von Pfirt war sein Vetter. Heinrich wird erstmals 1234 als Domherr in Basel erwähnt, von 1239 bis 1259 ist er dort Archidiakon und von 1247/48 bis 1257 Archipresbyter. In den Jahren 1246 bis 1257 ist er als Nachfolger seines Bruders Otto Stiftspropst in Solothurn. Er wurde 1247 Chorherr in Moutier-Grandval und dort 1249 als Nachfolger Bertholds von Pfirt Propst. 1259 wurde Heinrich Dompropst in Basel und 1261 ernannte ihn Papst Urban IV. zum Koadjutor des erkrankten Basler Bischofs Berthold von Pfirt. Nach dem Tode Bertholds gelang es Heinrich, sich vom Domkapitel zum Bischof von Basel wählen zu lassen, die päpstliche Bestätigung erfolgte 1264. Heinrich bemühte sich um den Ausbau des bischöflichen Territoriums. Er erwarb 1264 die Herrschaft in Erguel, 1265 wurde er Lehnsherr von Olten und Waldenburg, 1271 über die Grafschaft Pfirt. König Richard von Cornwall bestätigte dem Bischof 1262 die Herrschaft über Breisach und das elsässische Münstertal. Das Ausgreifen in das Elsass brachte das Bistum in Konflikt mit Graf Rudolf von Habsburg. 1271 verbündete sich Heinrich mit dem Strassburger Bischof Heinrich IV. von Geroldseck gegen den Habsburger. In der Stadt Basel stützte Heinrich sich auf die Adelsfraktion der Psitticher, die habsburgfreundlichen Sterner wurden 1271 zum Verlassen der Stadt gezwungen. 1272 konnte er die Schutzherrschaft über Neuenburg erringen (Neuenburger Krieg 1272/73). 1272 begann Rudolf von Habsburg, die Stadt Basel zu belagern. Zu Beginn des Jahres zerstörte er auch die Burg Tiefenstein die der Bischof eben erst erworben hatte. Nach Rudolfs Wahl zum König, am 1. Oktober 1273, öffnete die Stadt Rudolf die Tore und huldigte ihm. Rudolf zwang 1274 den Bischof, Breisach, Neuenburg und Rheinfelden ans Reich abzutreten, damit war der Ausbau Basels zu einem Territorialfürstentum gescheitert. In der Stadt Basel gewährte Heinrich mehreren Handwerken, unter anderen den Gärtnern, Metzgern und Webern die Zunftfreiheit, der Bürgerschaft stellte er eine Handfeste aus, 1274 erhielt auch Kleinbasel, das Heinrich durch eine Mauer befestigen liess, eine Handfeste. Heinrich starb nicht lange nach seiner Niederlage an einem Schlaganfall und wurde in der Marienkapelle des Basler Münsters bestattet.